# 茶屋町站
茶屋町站（日语：／ Chayamachi eki */?）是一位於日本岡山縣倉敷市茶屋町，隸屬於西日本旅客鐵道（JR西日本）的鐵路車站，車站編號則按行經的路線定為JR-L08及JR-M08。
本站是通往四國島的本四備讚線的正式起點，因此部份由岡山站開出的列車，由此站起將改行本四備讚線往兒島及四國。餘下少部份的列車班次則繼續沿宇野線行駛。同時，部份往宇野的區間車亦以此站作為起訖站。
本站曾可接駁至私鐵下津井電鐵線，但該路線已於1972年4月1日起取消。

## 車站結構

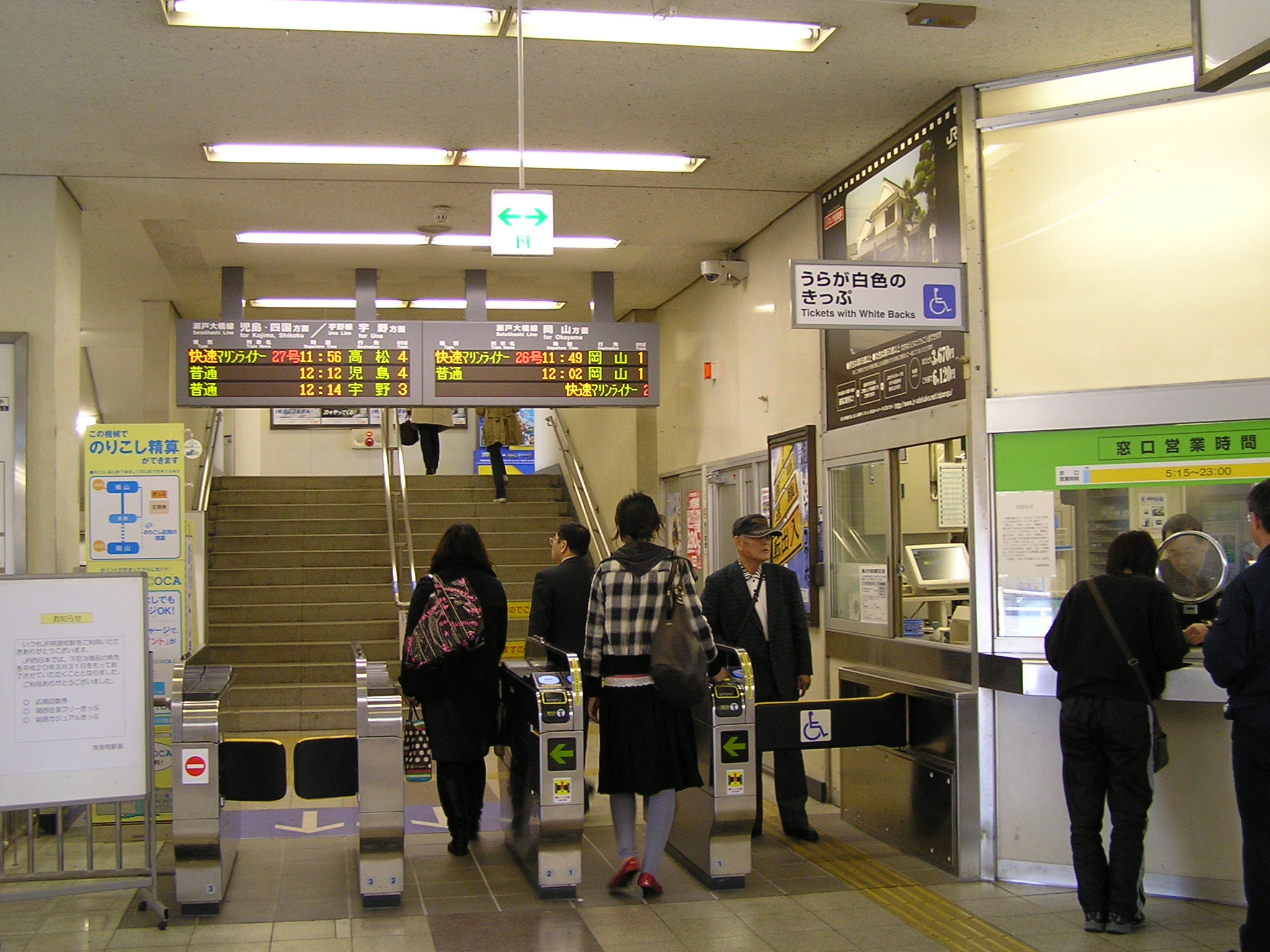
茶屋町站的閘口。

現時為第二代站舍，是因應瀨戶大橋線通車而擴張規模，共有兩層。地下為車站大堂、站長室、閘口及其他設施；二樓為月台乘車層。
第一代站舍為單層木製，原意是可以和當年仍然行駛的「下津井電鐵線」作轉乘之用，隨著該路線停駛及興建瀨戶大橋線的因素，相關站舍亦要棄用。
設有島式月台兩個，提供了2面3線的配置。其中2號月台及3號月台共使用同一條路軌，原意是為由本站始發的列車，可以令兩邊車門同時開放，以加強乘客流量及避免互相踫撞，該路軌現多作為宇野線區間車的起訖使用。

### 月台配置
| 月台 | 路線                                        | 方向 | 目的地         | 備註              |
| ---- | ------------------------------------------- | ---- | -------------- | ----------------- |
| 1    | 本四備讚線（瀨戶大橋線） 宇野線（宇野港線） | 上行 | 岡山方向       |                   |
| 2、3 | 宇野線（宇野港線）                          | 下行 | 宇野方向       | 一部分停靠4號月台 |
| 4    | 本四備讚線（瀨戶大橋線）                    | 下行 | 兒島、四國方向 |                   |

## 歷史

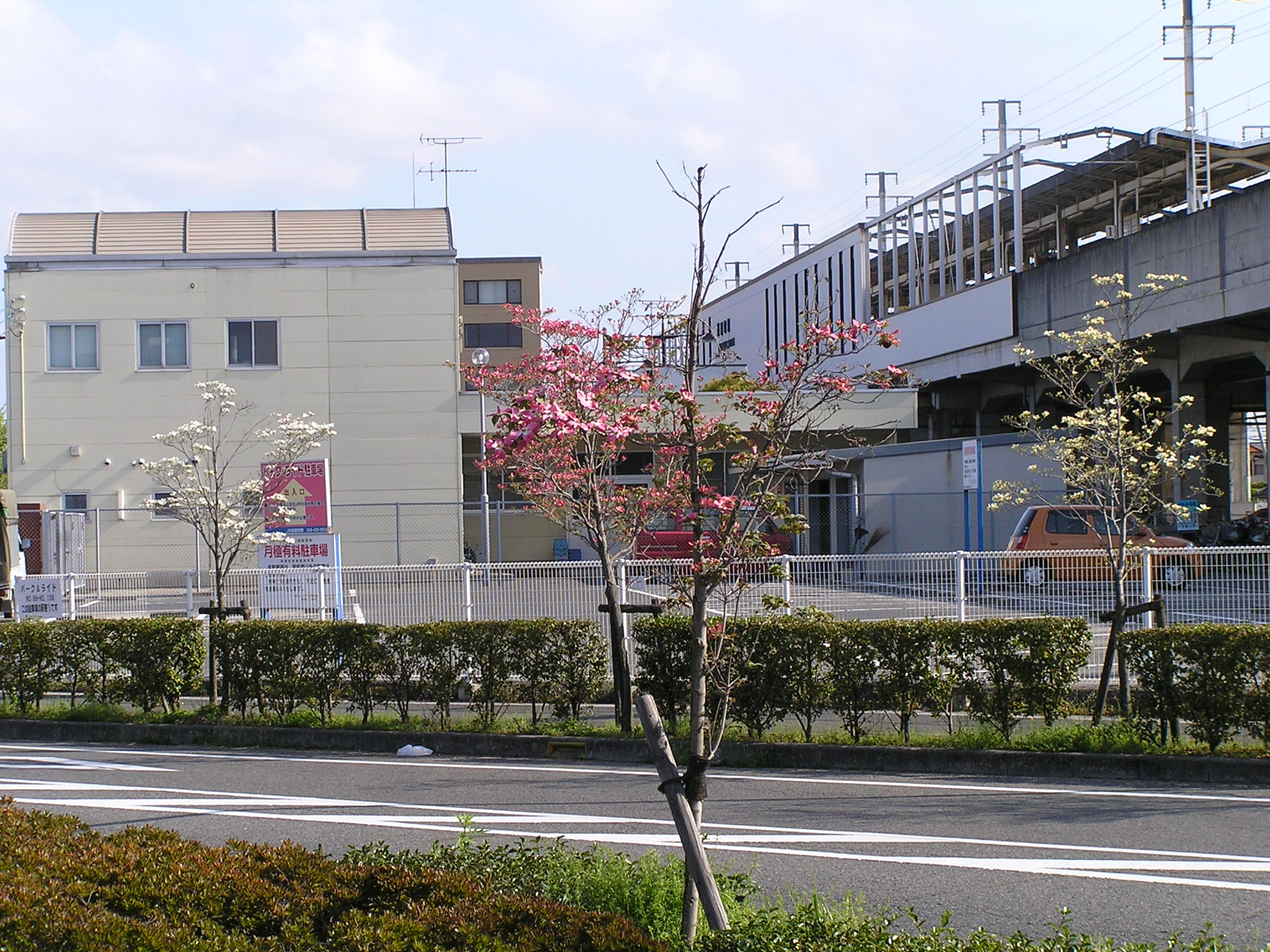
原下津井電鐵線月台所在地，拆卸後現已變為郵政局及民居。攝於2008年。

- 1910年6月12日：隨宇野線開通而開業[2]。
- 1913年11月11日：下津井輕便鐵道茶屋町站至味野町站（後來改稱為兒島站）間開業。
- 1922年11月28日：下津井輕便鐵道改稱為下津井鐵道。
- 1949年8月20日：下津井鐵道改稱為下津井電鐵。
- 1972年4月1日：下津井電鐵茶屋町站至兒島站一段停止營運。
- 1987年4月1日：日本國鐵分割民營化，車站的營運由JR西日本繼承。
- 1988年3月20日：本四備讃線茶屋町站至兒島站間開業，車站高架化。
- 2007年7月9日：增設對應ICOCA的入閘機。同年9月1日可使用ICOCA出入閘。

## 乘車人數
| 乗車人員推算 | 乗車人員推算 |
| 年度         | 1日平均人數  |
| ------------ | ------------ |
| 1999         | 3,554        |
| 2000         | 3,684        |
| 2001         | 3,673        |
| 2002         | 3,615        |
| 2003         | 3,567        |
| 2004         | 3,541        |
| 2005         | 3,534        |
| 2006         | 3,509        |
| 2007         | 3,609        |
| 2008         | 3,581        |
| 2009         | 3,471        |
| 2010         | 3,494        |
| 2011         | 3,537        |
| 2012         | 3,545        |
| 2013         | 3,602        |
| 2014         | 3,605        |
| 2015         | 3,775        |
| 2016         | 3,893        |
| 2017         | 3,914        |
| 2018         | 3,892        |
| 2019         | 3,850        |
| 2020         | 3,082        |

## 相鄰車站
※瀨戶大橋線的快速「Marine Liner」（所有列車停靠）的相鄰停靠站參見列車條目。
西日本旅客鐵道（JR西日本）
 瀨戶大橋線（宇野線－本四備讚線）
久久原（JR-M07）－茶屋町（JR-M08）－植松（JR-M09）
 宇野港線（宇野線宇野方向）
■快速（岡山 - 茶屋町）
妹尾（JR-L04）－茶屋町（JR-L08）
■普通
久久原（JR-L07）－茶屋町（JR-L08）－彥崎（JR-L09）

### 曾經存在的路線
下津井電鐵
下津井電鐵線
天城－茶屋町

## 外部連結
- JR西日本茶屋町站官方網頁 （页面存档备份，存于）